# Sane
Sane je rock sastav iz Zagreba. Osnovan je 1995., a u današnjoj postavi djeluje od 2010. godine.

## Povijest sastava
Sane je osnovan 1995. godine u selu Puttaparthi u Indiji, gdje je kanadski producent i lovac na talente Steven Harmer otkrio dva sedamnaestogodišnjaka kako sviraju svoje autorske pjesme. Omogućio im je suradnju s producentom Chris Lurch Rudykom s kojim su snimili svoj album prvijenac Antelupiulla.
Uslijedio je niz godina u kojima je sastav putovao po Europi, živio u Londonu, mijenjao članove pa i nekoliko puta bio raspušten, da bi se 2008. godine okupio u sastavu Marjanović/Krznarić/Balaž, u kojem se natječe se za hrvatsku pjesmu Eurovizije na Dori 2009. sa singlom Dečko, nastupa na Porinu na večeri posvećenoj Dinu Dvorniku, potom na spektaklu na Bačvicama također posvećenom Dinu Dvorniku, te izdaje singl s obradom pjesme Ja bih preživio.
Odlaskom Tomasa Balaža polovicom 2010. godine, Stjepan Krznarić prelazi na bubnjeve, a u sastav dolazi basist Sebastian Jurić. U toj postavi izdaju singlove Vila, Mi, Puj Pečatim i Koliko sam tvoj. te album obrada na engleskom jeziku Do not cover, koji uspješno financiraju kampanjom skupnog financiranja preko stranice RocketHub.
Osim stalnog angažmana u zagrebačkom klubu Sax!, rijetko sviraju jer privode kraju svoj drugi autorski album, 15 godina nakon prvog.

## Diskografija
- Antelupiulla (1998)
- Do not cover (2012)  Arhivirana inačica izvorne stranice od 12. listopada 2013. (Wayback Machine)

## Vanjske poveznice
- Službena stranica  Arhivirana inačica izvorne stranice od 7. prosinca 2011. (Wayback Machine)
- Reverbnation
- RocketHub